# Physalaemus nattereri
Physalaemus nattereri és una espècie de granota que viu al Brasil, Bolívia i Paraguai.